# Лара Крофт: Пљачкаш гробница — Колевка живота
Лара Крофт: Пљачкаш гробница — Колевка живота (енгл. Lara Croft: Tomb Raider – The Cradle of Life) је амерички акционо-авантуристички филм из 2003. године редитеља Јана де Бонта и заснован на серији видео-игара Tomb Raider. Анџелина Џоли игра насловног лика Лару Крофт са споредним наступима Џерарда Батлера, Кирнана Хајндса, Криса Барија, Ное Тејлора, Тила Швајгера, Џимона Хансуа и Сајмона Јама. Међународна копродукција између Сједињених Држава, Уједињеног Краљевства, Немачке и Јапана, филм је наставак филма Лара Крофт: Пљачкаш гробница из 2001. године.
Критичари су истакли да је Колевка смрти побољшање у односу на свог претходника, посебно у секвенцама акција, и наставили су да хвале Џолин наступ као Лара Крофт. Упркос томе, није поновио свој наступ на благајнама, зарадивши 156 милиона америчких долара у поређењу са претходних 275 милиона америчких долара. Филм је и даље био финансијски успех и направљени су планови за наставак, који су отказани када је Џоли одбила да понови своју улогу Крофтове. Рибут је објављен 2018. године, а главну улогу преузела је Алисија Викандер.

## Радња
На острву Санторини, снажни земљотрес открио је храм Луна. Храм је саградио Александар Велики да би у њему чувао своја најцењенија блага. Међу овим благом је ужарена кугла са шарама налик на код урезан у њу. Археологка за потрагу за благом Лара Крофт (Анџелина Џоли) и њена група проналазе ову куглу, али браћа Ло заседају; Чен (Сајмон Јам) и Ћијен (Теренс Јин), обојица су господари злочина и вође кинеског синдиката Шеј Линг. Двојац убија групу и узима куглу, али Лара побеже са чудним медаљоном.
MI6 прилази Лари са информацијама о Пандориној кутији, предмету из древних легенди који наводно садржи смртоносну кугу (пратилац порекла самог живота). Кутија, скривена у мистериозној Колевци живота, може се наћи само са магичном сфером која служи као карта. Сфера је иста кугла коју је украо Чен Ло, који планира да је прода Џонатану Рајсу (Кирнан Хајндс) - нобеловцу, научнику који је постао трговац био-оружја.
Пристајући да се сфера мора држати даље од Рајса, Лара пристаје да помогне MI6-у, под условом да пусте њеног старог партнера Терија Шеридан (Џерард Батлер), који је упознат са криминалном операцијом Чена Лоа. Заједно се Тери и Лара инфилтрирају у јазбину Чена Лоа, где он шверцује ратнике од теракоте. Лара га побеђује у тучи и сазнаје да је кугла у Шангају. У Шангају открива да Ченов брат Ћијен покушава да преда орб Рајсу, међутим када Ћијен преда куглу, Рајс изда Ћијена и погуби га, али не пре него што Лара успе да стави траг на куглу током предаје.
Лара и Тери успевају да пронађу куглу у лабораторији смештеној у Хонгконгу. Међутим, Лару заробљавају Рајс и његови људи. Рајс открива своје планове да ослободи кугу, спашавајући само оне људе које сматра вредним. Спрема се да убије Лару Крофт. Беспомоћну и осуђену, Теру спашава Лару, а затим они узимају куглу пре него што побегну користећи одела. Сутрадан, Лара користи куглу и сазнаје место мистериозне Колевке живота; Танзанија. Након што Лара пошаље информације свом пријатељу Брајсу у имању Крофтових, Рајс и његови људи се инфилтрирају у вилу и хватају њега и Хиларија (Крис Бари). Лара путује у Танзанију где се састаје са дугогодишњом пријатељицом Косом (Џимон Хансу). Они испитују локално племе о Колевци живота, при чему поглавица наводи да се Колевка живота налази у кратеру заштићеном који чувају „Чувари сенке”.
Кад су кренули у експедицију, Рајсови људи су их засели и убили племе. Надбројана, Лара се предаје. Користећи своје сапутнике као таоце, Рајс приморава Лару да га одведе до Колевке живота. У кратеру наилазе на Чуваре сенке, чудовишта која се појављују на и изван влажних закрпа на мртвим дрвећима. Бића убијају већину Рајсових људи, али Лара успева да пронађе „рупу за кључеве” и баци Куглу у њу. Бића се топе и отвара се улаз у Колевку живота.
Лара и Рајс увучени су у Колевку, лавиринт направљен од чудне кристалне супстанце у којој не важе нормални закони физике. Унутра проналазе базен јако нагризајуће црне киселине (који се враћа на један од митова о Пандориној кутији), у којем кутија плута. Тери долази, ослобађа таоце и сустиже Лару.
Лара се бори против Рајса, али Рајс успева да поврати пушку. Спрема се да је упуца, баци у киселину и узме Пандорину кутију, али на несрећу по њега Тери му одвлачи пажњу и спашава Лару. Тада Лара обори Рајса и баци га у кисели базен који га убија и раствара. Тада Тери најављује своју намеру да узме кутију за себе. Када одбије да се повуче, Лара га са жаљењем упуца, замењује кутију у базену и одлази.

## Улоге
| Глумац        | Улога        |
| ------------- | ------------ |
| Анџелина Џоли | Лара Крофт   |
| Кирнан Хајндс | Џонатан Рајс |
| Џерард Батлер | Тери Шеридан |
| Крис Бари     | Хилари       |
| Ноа Тејлор    | Брајс        |
| Џимон Хансу   | Коса         |
| Тил Швајгер   | Шон          |
| Сајмон Јам    | Чен Ло       |
| Теренс Јин    | Ћијен Ло     |

## Отказани наставак и рибут
У марту 2004. године, продуцент Лојд Левин рекао је да је филм Колевка живота међународно зарадио довољно да Paramount финансира трећи филм, али било какве наде у његово пуштање у продукцију убрзо је угушила Џолина најава да није желела глумити Лару Крофт по трећи пут: „Једноставно не осећам да треба да урадим још један. Са последњим сам се осећала заиста срећно. То смо заиста желели да урадимо.” Године 2018, франшиза је рибутована тако што је Алисија Викандер постала Tomb Raider.